# Benni Ljungbeck
Benni Ingemar Ljungbeck (* 20. Juli 1958 in Hässleholm) ist ein ehemaliger schwedischer Ringer und derzeitiger Trainer. Er gewann bei den Olympischen Spielen 1980 in Moskau eine Bronzemedaille im griechisch-römischen Stil im Bantamgewicht.

## Werdegang
Ljungbeck begann als Jugendlicher in Klippan mit dem Ringen. Er konzentrierte sich dabei voll auf den griechisch-römischen Stil. Sein Trainer beim Ringerclub (Brottning Klub) BK Klippan war der Finne Leo Honkala. Benni Ljungbeck begann seine internationale Ringerkarriere bereits als Sechzehnjähriger. Er belegte 1974 bei der Junioren-Europameisterschaft in Haparanda im Papiergewicht den 5. Platz und wurde bei den Senioren Nordischer Meister im Papiergewicht vor dem Finnen Hirvonen und dem Norweger Stöwe.
Bei der Junioren-Weltmeisterschaft 1975 in Chaskowo kam er im Fliegengewicht auf den 4. Platz. Den gleichen Platz belegte er auch bei der Junioren-Weltmeisterschaft 1977 in Las Vegas. Bei der Junioren-Europameisterschaft 1978 in Oulu gewann er dann im Bantamgewicht mit dem 2. Platz seine erste Medaille bei einer internationalen Meisterschaft.
Ab 1977 startete Benni Ljungbeck auch regelmäßig bei den internationalen Meisterschaften im Seniorenbereich. Bei mehreren Welt- und Europameisterschaften in den Jahren 1977 bis 1979 musste er sich im Bantamgewicht aber noch mit Mittelplätzen begnügen. Seinen großen Durchbruch schaffte er im Jahre 1980. Zunächst wurde er bei der Europameisterschaft dieses Jahres in Prievidza Vize-Europameister im Bantamgewicht hinter Mihai Boțilă aus Rumänien, er platzierte sich dabei aber vor solchen Weltklasseringern wie Pasquale Passarelli aus der BRD und Witali Konstantinow aus der Sowjetunion. Auch bei den Olympischen Spielen 1980 in Moskau gewann er eine Medaille, die bronzene. Hier lagen nur Schamil Serikow und Józef Lipień vor ihm.
Bei der Europameisterschaft 1981 in Göteborg kämpfte sich Benni Ljungbeck im Bantamgewicht mit vier Siegen wieder bis in das Finale vor, in dem er dem Deutschen Pasquale Passarelli unterlag. Mit Passarelli sollte er sich in den folgenden Jahren noch so manches harte Gefecht liefern. Schon bei der Weltmeisterschaft 1981 in Oslo traf er wieder auf ihn und unterlag wiederum. Da er auch gegen den Finnen Ilpo Seppälä eine Niederlage hinnehmen musste, reichte es für ihn bei dieser Meisterschaft nur für den 7. Platz.
1983 pausierte Benni Ljungbeck verletzungsbedingt und verfehlte bei der Europameisterschaft 1984 in Jönköping im Bantamgewicht mit dem 4. Platz knapp eine Medaille. Bei dieser Meisterschaft gewann er in seinem ersten Kampf gegen Pasquale Passarelli, schied aber nach Niederlagen gegen Frank Wohlgemuth aus der DDR und Petar Balow aus Bulgarien vor dem Erreichen des Finales aus. Bei den Olympischen Spielen in Los Angeles siegte er über Antonio Caltabiano aus Italien, Ilpo Seppälä und Ronny Sidge aus Norwegen und unterlag gegen Haralambos Holidis aus Griechenland und Masaki Eto aus Japan. Im Kampf um den 5. Platz konnte er gegen den US-Amerikaner Frank Fambiano nicht mehr antreten. Auf den Olympiasieger Pasquale Passarelli traf er nicht.
Weitere Medaillen gewann Ljungbeck bei der Europameisterschaft 1985 in Leipzig, wo er im Bantamgewicht hinter Oganes Arutjunjan aus der UdSSR und Nicolae Zamfir aus Rumänien den 3. Platz belegte und bei der Europameisterschaft 1986 in Athen, wo er im Federgewicht hinter dem Ungarn Árpád Sipos Vize-Europameister wurde.
Seinen letzten Start bei einer internationalen Meisterschaft absolvierte er 1987 im Federgewicht bei der Weltmeisterschaft in Clermont-Ferrand. Er schied hier aber schon frühzeitig aus und erreichte nur den 13. Platz. Obwohl Benni Ljungbeck bei internationalen Meisterschaften einige Medaillen gewann, war es ihm in seiner langen Laufbahn aber nicht vergönnt, einmal ganz auf dem obersten Treppchen zu stehen.
Nach seiner Ringerkarriere widmete sich Benni Ljungbeck, der in Ängelholm wohnt, dem Trainerberuf. Er ist seit 2000 Trainer im dänischen Ringerverband und trainiert daneben die Ringer von IK Örgryte. Außerdem verdient er seinen Unterhalt als Geschäftsmann.

## Internationale Erfolge
(OS = Olympische Spiele, WM = Weltmeisterschaft, EM = Europameisterschaft, GR = griechisch-römischer Stil, Pa = Papiergewicht, Fl = Fliegengewicht, Ba = Bantamgewicht, Fe = Federgewicht, damals bis 48 kg, 52 kg, 57 kg u. 62 kg Körpergewicht)
- 1974, 5. Platz, Junioren-EM in Haparanda, GR, Pa, hinter Antonio Caltabiano, Italien, Panajot Kirow, Bulgarien, Ashot Aslonjan, UdSSR u. Antonin Jelinek, CSSR;
- 1974, 1. Platz, Nordische Meisterschaft, GR, Pa, vor Hirvonen, Finnland u. Stöwe, Norwegen;
- 1975, 2. Platz, Klippan-Turnier, GR, Fl, hinter Angelow, Bulgarien u. vor Navaala, Schweden u. Bujak, Polen;
- 1975, 2. Platz, Turnier in Västerås, GR, Fl, hinter Heinz Schmidt, DDR u. vor Gerry Svensson, Schweden;
- 1975, 4. Platz, Junioren-WM in Chaskowo, GR, Fl, hinter Ashot Aslonjan, Horniceanu, Rumänien u., Antonio Caltabiano, vor Borisow, Bulgarien u. Haralambos Holidis, Griechenland;
- 1976, 6. Platz, Grosser Preis der BRD in Aschaffenburg, GR, Fl, hinter Nicu Gângă, Rumänien, Bekirow, UdSSR, Rolf Krauß, BRD, Waleri Arutjunow, UdSSR u. Paul Schneider, BRD;
- 1977, 2. Platz, Klippan-Turnier, GR, Ba, hinter Wladimir Pogudin, UdSSR u. vor Fritz Huber, BRD;
- 1977, 8. Platz, EM in Bursa, GR, Ba, mit einem Sieg über Daniel Fröschl, Österreich u. Niederlagen gegen Pertti Ukkola, Finnland u. József Doncsecz, Ungarn;
- 1977, 4. Platz, Junioren-WM in Las Vegas, GR, Ba, hinter Wiktor Piwowarow, UdSSR, Piotr Michalik, Polen u. Pasquale Passarelli, BRD, vor Tschagunow, Bulgarien;
- 1977, 2. Platz, Turnier in Helsinki, GR, Ba, hinter Pasquale Passarelli u. vor Jukka Rauhala, Finnland;
- 1978, 3. Platz, Grosser Preis der BRD in Aschaffenburg, GR, Ba, hinter Witali Konstantinow, UdSSR u. Mihai Boțilă, Rumänien, vor Piotr Michalik u. Pasquale Passarelli;
- 1978, 12. Platz, EM in Oslo, GR, Ba, mit einem Sieg über van Leemputt, Belgien u. Niederlagen gegen Asen Milew, Bulgarien u. Josef Krysta, CSSR;
- 1978, 2. Platz, Junioren-EM in Oulu, GR, Ba, hinter Julien Mewis, Belgien u. vor Michael Vejsada, CSSR, Georgi Donew, Bulgarien u. Antonio Jannaccone, BRD;
- 1978, 7. Platz, WM in Mexiko-Stadt, GR, Ba, mit Siegen über Asen Milew u. Danilo Perez, Guatemala u. Niederlagen gegen Mihai Boțilă u. Ivan Frgić, Jugoslawien;
- 1979, 1. Platz, Klippan-Turnier, GR, Ba, vor Borislaw, Bulgarien, Schamil Serikow, UdSSR, Brekke, Norwegen u. Adam Kierpacz, Polen;
- 1979, 12. Platz, EM in Bukarest, GR, Ba, nach Niederlagen gegen Schamil Serikow u. Frans Jansen, Niederlande;
- 1979, 9. Platz, WM in San Diego, GR, Ba, mit Siegen über Dan Cummings, Australien u. Leonel Perez, Kuba u. Niederlagen gegen Haralambos Holidis u. Antonio Caltabiano;
- 1980, 4. Platz, Grosser Preis der BRD in Aschaffenburg, GR, Ba, hinter Mihai Boțilă, Wladislaw Pakuszewski, Polen, Witali Konstantinow u. vor Julien Mewis u. Pasquale Passarelli;
- 1980, 2. Platz, EM in Prievidza, GR, Ba, mit Siegen über Mihai Boțilă, Wladislaw Pakuszewski, Michel Mercader, Frankreich, Árpád Sipos, Ungarn u. Pasquale Passarelli u. einer Niederlage gegen Witali Konstantinow;
- 1980, Bronzemedaille, OS in Moskau, GR, Ba, mit Siegen über Leonel Perez, Herbert Nigsch, Österreich u. Georgi Donew, Bulgarien u. Niederlagen gegen Schamil Serikow u. Józef Lipień, Polen;
- 1980, 2. Platz, Welt-Cup un Trelleborg, GR, Ba, hinter Wiktor Piwowarow, UdSSR u. vor Yoshihiro Ono, Japan u. Robert Hermann, USA;
- 1981, 2. Platz, Klippan-Turnier, GR, Ba, hinter Bagradjan, UdSSR u. vor Josef Krysta, CSSR;
- 1981, 1. Platz, Turnier in Västerås, GR, Ba, vor Asen Milew, Bulgarien, Hartmut Kohlhaas, DDR, Wachtang Blagidse, UdSSR u. Rolf Krauß;
- 1981, 2. Platz, EM in Göteborg, GR, Ba, mit Siegen über Ronny Sidge, Norwegen, Josef Krysta, Hartmut Kohlhaas u. Árpád Sipos u. einer Niederlage gegen Pasquale Passarelli;
- 1981, 5. Platz, Grosser Preis der BRD in Aschaffenburg, GR, Ba, hinter Piotr Michalik, Polen, Schamil Serikow, Rolf Krauß u. Pasquale Passarelli, vor Dieter Schwind, BRD;
- 1981, 7. Platz, WM in Oslo, GR, Ba, mit Siegen über Michel Mercader u. Bjarne Nielsen, Dänemark u. Niederlagen gegen Pasquale Passarelli u. Ilpo Seppälä, Finnland;
- 1982, 5. Platz, WM in Kattowitz, GR, Ba, hinter Piotr Michalik, Nicolae Zamfir, Rumänien, Wassili Fomin, UdSSR u. Sumer Karadag, Türkei, vor Haralambos Holidis;
- 1984, 4. Platz, EM in Jönköping, GR, Ba, mit Siegen über Pasquale Passarelli, Ilop Seppelä u. Antonio Caltbiano u. Niederlagen gegen Frank Wohlgemuth, DDR u. Petar Balow, Bulgarien;
- 1984, 6. Platz, OS in Los Angeles, GR, Ba, mit Siegen über Antonio Caltabiano, Ilpo Seppelä u. Ronny Sidge u. Niederlagen gegen Haralambos Holidis, Masaki Eto, Japan u. Frank Famiano, USA;
- 1985, 3. Platz, Turnier in Västerås, GR, Ba, hinter Ronny Sidge u. Janos Kiss, Ungarn, vor Pierre Dikonda, Schweden;
- 1985, 3. Platz, EM in Leipzig, GR, Ba, hinter Oganes Arutjunjan, UdSSR u. Nicolae Zamfir u. vor Mieczyslaw Tracz, Polen, Heiko Röll, DDR u. András Sike, Ungarn;
- 1985, 2. Platz, Welt-Cup in Lund, GR, Ba, hinter Timerzjan Kalumulin, UdSSR u. vor Amadoris Gonzalez, Kuba u. Robert Hermann, USA;
- 1986, 2. Platz, Grosser Preis der BRD in Freiburg im Breisgau, GR, Fe, hinter Gheorghe Savu, Rumänien u. vor Musajew, UdSSR, Reiner Kunzmann, BRD, Yeats, Kanada u. Thomas Härtle, BRD;
- 1986, 2. Platz, EM in Athen, GR, Fe, hinter Árpád Sipos u. vor Hugo Dietsche, Schweiz, Alexander Litwinow, UdSSR, Nencho Nentschew, Bulgarien u. Hussein Demirtas, Türkei;
- 1987, 13. Platz, WM in Clermont-Ferrand, GR, Fe, Sieger: Schiwko Wangelow Atanassow, Bulgarien vor Kamandar Madschidow, UdSSR u. Shigeki Nishiguchi, Japan;
- 1988, 4. Platz, Grosser Preis der BRD in Aschaffenburg, GR, Ba, hinter Rıfat Yıldız, BRD, András Sike u. Aghassi Manukjan, UdSSR, vor Peter Behl, BRD u. Maik Bitterling, DDR